# Diphyscium mucronifolium
Diphyscium mucronifolium är en bladmossart som beskrevs av Mitten in Dozy och Molkenboer 1855. Diphyscium mucronifolium ingår i släktet Diphyscium och familjen Buxbaumiaceae. Inga underarter finns listade i Catalogue of Life.